# Tajjibat al-Ism
Tajjibat al-Ism (arab. طيبة الاسم) – wieś w Syrii, w muhafazie Hama. W 2004 roku liczyła 463 mieszkańców.